# Manfred Kaschel
Manfred Kaschel (* 28. November 1941) ist ein ehemaliger deutscher Fußballtorwart. Zwischen 1969 und 1972 spielte mit dem FC Karl-Marx-Stadt in der DDR-Oberliga, der höchsten Spielklasse im DDR-Fußball.

## Sportliche Laufbahn
1964 wurde der 22-jährige Manfred Kaschel mit der Betriebssportgemeinschaft (BSG) Chemie Riesa Fußball-Bezirksmeister und stieg mit der Mannschaft in die zweitklassige DDR-Liga auf. In der DDR-Liga-Saison 1964/65 hütete er in 29 von 30 Punktspielen das Tor der Chemiker, die jedoch nicht den Klassenerhalt schafften. Erst in der Saison 1967/68 erreichte die BSG Chemie erneut den Aufstieg in die DDR-Liga. Kaschel gehörte in der Saison 1968/69 wieder zum Aufgebot, kam aber nur in zwei Punktspielen der DDR-Liga zum Einsatz.
Noch im Laufe der Spielzeit 1968/69 wechselte Kaschel zum Oberligisten FC Karl-Marx-Stadt. Er bestritt zwar keine Oberligaspiele, wurde aber im Endspiel um den DDR-Fußballpokal, das der FC mit 0:4 gegen den 1. FC Magdeburg mit 0:4 verlor, nach dem 0:3 in 61. Minute für Torwart Joachim Gröper ins Tor gestellt. Für die Oberligasaison 1969/70 wurde Kaschel als dritter Torwart nominiert, bestritt aber in der Hinrunde zehn der dreizehn Punktspiele und kam bis zum Saisonende auf dreizehn Einsätze. Da der FCK danach abstieg, musste Kaschel erneut in der DDR-Liga spielen. Dabei etablierte er sich mit 24 Einsätzen in 30 Punktspielen zum Stammtorwart. Am Ende der Spielzeit 1970/71 stiegen die Karl-Marx-Städter wieder in die Oberliga auf. Für 1971/72 wurde mit Ralf Kunze ein neuer Torwart verpflichtet, und mit nur sieben Oberligaeinsätzen rutschte Kaschel wieder in die zweite Reihe. Danach spielte er nicht mehr im höherklassigen Fußball.